# Along the Malibu
Along the Malibu è un cortometraggio muto del 1916 diretto e interpretato da Cleo Madison e William V. Mong.

## Produzione
Il film fu prodotto dalla Bison Motion Pictures.

## Distribuzione
Distribuito dall'Universal Film Manufacturing Company, il film - un cortometraggio in due bobine - uscì nelle sale cinematografiche statunitensi il 12 agosto 1916.